# Martina Batini
Martina Batini est une escrimeuse italienne, spécialiste du fleuret, née le 17 avril 1989 à Pise.
Lors de ses premiers championnats d'Europe à Strasbourg, elle remporte la médaille d'argent en individuel, ne perdant qu'en finale contre sa compatriote Elisa Di Francisca, et le titre par équipes. Le mois suivant aux championnats du monde à Kazan, elle réitère ses performances en sortant Elisa Di Francisca en quart de finale, la tunisienne Inès Boubakri en demi, et en perdant 7-15 en finale face à Arianna Errigo, elle remporte ainsi la médaille d'argent individuel et enchaine sur le titre par équipe.
Elle remporte la médaille de bronze en fleuret par équipes lors des Jeux olympiques d'été de 2020 à Tokyo, puis devient championne d'Europe en individuel en 2023.

## Palmarès
- Jeux olympiques
  -  Médaille de bronze par équipes aux Jeux olympiques d'été de 2020 à Tokyo
- Championnats du monde
  -  Médaille d'or par équipes en 2014 à Kazan
  -  Médaille d'or par équipes en 2015 à Moscou
  -  Médaille d'or par équipes en 2017 à Leipzig
  -  Médaille d'argent en 2014 à Kazan
  -  Médaille d'argent par équipes en 2016 à Rio de Janeiro

- Championnats d'Europe
  -  Médaille d'or par équipes en 2014 à Strasbourg
  -  Médaille d'or par équipes en 2015 à Montreux
  -  Médaille d'or par équipes en 2017 à Tbilissi
  -  Médaille d'or en individuel en 2023 à Plovdiv
  -  Médaille d'or par équipes en 2023 à Cracovie (dans le cadre des Jeux européens de 2023)
  -  Médaille d'or par équipes en 2025 à Gênes
  -  Médaille d'argent en individuel en 2014 à Strasbourg
  -  Médaille d'argent par équipes en 2016 à Toruń
  -  Médaille de bronze en individuel en 2025 à Gênes

- Universiades d'été
  -  Médaille d'argent par équipe à l'Universiade d'été de 2013 à Kazan